# Eiksmarka
Eiksmarka er et velhavende forstadsområde i den norske kommune Bærum med omkring 4000 indbyggere. Det ligger lige vest for grænsen til Oslo kommune, men inden for det sammenhængende by- og forstadsområde Oslo. Området består næsten udelukkende af private villaer, og er ellers kendt for golf, tennis og ridning, og for sine mange grønne områder.
Eiksmarka hører til den østlige del af Bærum, der er det dyreste boligområde i Norge med den mest velhavende og højest uddannede befolkning i landet. Eiksmarka betjenes af Eiksmarka station på T-banen i Oslo (der kaldes trikken i Bærum og på Oslo vest), med en rejsetid på 16 minutter til Nationaltheatret i Oslo centrum. De dyreste boliger på Eiksmarka kan koste op mod 30 millioner.